# ダンケルク級戦艦
| ダンケルク級戦艦                    | ダンケルク級戦艦 |
| ----------------------------------- | --- |
|                                     | |
| 艦級概観                            | |
| 艦種                                | 戦艦 |
| 艦名                                | 都市名 |
| 前級                                | ノルマンディー級戦艦 or リヨン級戦艦 |
| 次級                                | リシュリュー級戦艦 |
| 性能諸元 （括弧内はストラスブール） | |
| 排水量                              | 基準：26,500トン（27,300トン） 常備：30,264トン（31,687トン） 満載：34,884トン（36,380トン） |
| 全長                                | 215.14 m（215.5m） |
| 水線長                              | 209 m |
| 全幅                                | 31.1 m |
| 吃水                                | 基準：9.63 m（9.82m） 満載：10.15 m |
| 機関                                | インドル式重油専焼缶6基 +ラテュ式ギヤード・タービン 4基4軸推進 |
| 最大 出力                           | 通常時：130,000 hp 公試時：133,730 hp |
| 最大 速力                           | 通常時：30.0ノット 公試時：31.5ノット |
| 航続 距離                           | 10ノット/10,500海里 15ノット/7,500海里 31ノット/3,600海里 |
| 燃料                                | 重油：3,600トン（常備） 6,500トン（満載） |
| 乗員                                | 1,381～1,431名 |
| 兵装                                | Model 1931 33 cm（52口径）四連装砲2基 Model 1932 13 cm（45口径）連装速射砲2基 +同四連装速射砲3基 Model 1933 37mm（60口径）連装機関砲10基、 Model 1929 13.2 mm（76口径）四連装機銃16基 |
| 装甲                                | 舷側： 125～225 mm（283 mm） 甲板： 115～140 mm（主甲板）、40 mm（断片防御甲板） 主砲塔： 330 mm（360 mm）（前盾）、250 mm（側盾）、345 mm（355 mm）（後盾）、150 mm（160 mm）（天蓋） 四連装副砲塔： 135 mm（前盾）、80 mm（側盾） 連装副砲塔： 20 mm（前盾）、20 mm（側盾）、20 mm（後盾）、20 mm（天蓋） 主砲バーベット部： 310 mm |
| 航空 兵装                           | ロアール・ニューポール 130水上機3機 カタパルト1基 折り畳み式クレーン1基 |

ダンケルク級戦艦（ダンケルクきゅうせんかん、Dunkerque class battleship）は、フランス海軍の戦列艦（Navire de ligne、bâtiment de ligne）の艦級。ドイツ海軍のポケット戦艦に端を発した建艦競争の最中、ワシントン海軍軍縮条約における代艦建造規定に基づき建造された、いわゆる条約型戦艦 (Treaty battleship) である。

## コンセプト

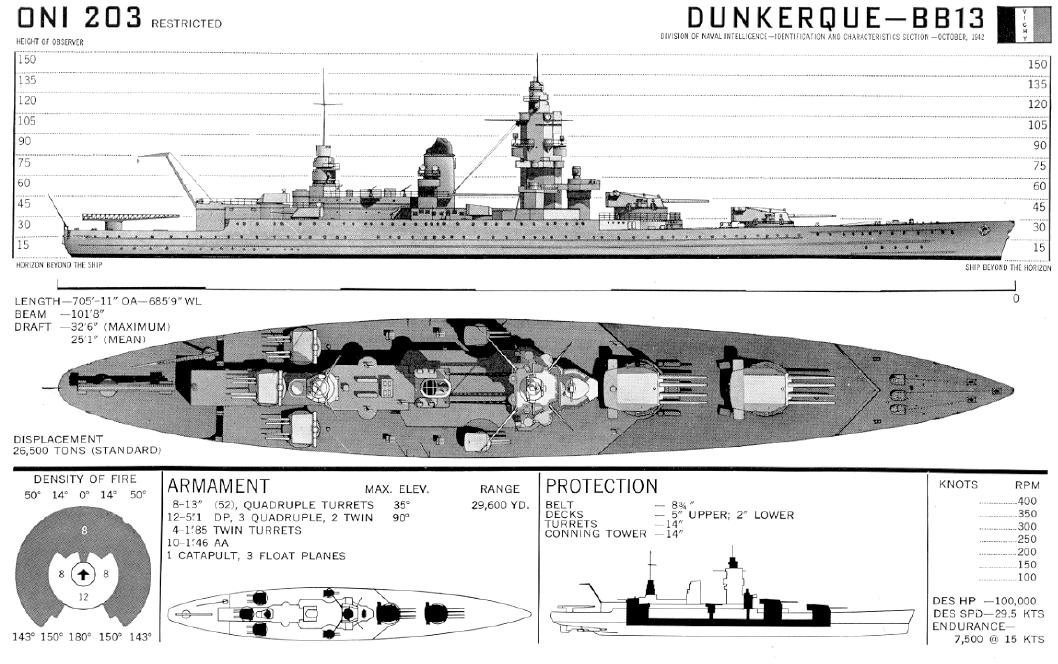
本級の武装と装甲を示したイラスト

本級はワシントン軍縮条約の制限内において、攻撃力・防御力・機動力を高い次元でバランスを取った超弩級戦艦である。
デュモン海軍大臣のもとで立案された1931～32年度の海軍拡張計画が承認され、その中に含まれていた。艦型は13インチ砲8門（四連装砲塔2基）2万6000トン級となり、1932年後半に建造が命じられた。
内外にはドイツ共和国海軍 (Reichsmarine) の装甲艦「ドイッチュラント級」（通称“ポケット戦艦”）に対抗するためと喧伝され、ポケット戦艦を圧倒する性能を持っていた。実際には次期主力戦艦への実験艦的意味合いも含まれていたため、旧来の技術に囚われない以下の自由な設計が投入されている。

ダンケルクの艦内配置図

- 主砲・副砲への四連装砲塔の採用による軽量化。
- 機関のシフト配置による生存性向上、対空電探の採用。
- 対空・対艦両用砲の採用。
- 水線下装甲区画への浮力材の充填による対水雷防御等。

これらの工夫により、「装甲区画の短縮による軽量化」により浮いた重量を防御装甲の充実と搭載燃料の増加に成功している。装甲範囲は全長の60%に及び、船体重量の40%を装甲重量に充てられた。表向きは「ポケット戦艦追撃・捜索のため」の長大な航続能力と充分な防御力が必要とされたが、実際は通商破壊任務の性格も含まれた。
また、前級のプロヴァンス級戦艦までの一般的に戦艦と呼ばれる艦種は、フランス海軍の分類によるとcuirassé d'escadreであるのに対し、本級はcuirassé rapideに分類されている。これは本級が新しいドクトリンの産物であることを示している。cuirassé rapide（英訳するとrapid cruiser）は高速戦艦と和訳される言葉と解釈して差し支え無い。他国海軍では、いわゆる高速戦艦は俗称であり、正式な艦種名として採用した例は無いが、本級は唯一の例外と言える。
また、本級はしばしば海軍強国（イギリス海軍、日本海軍）から「巡洋戦艦」と評された。マスメディアでも、大型巡洋艦、装甲巡洋艦、巡洋戦艦と報道した事例が少なからずある。
実際は、それまでフランスが建造した戦艦としては最大である。ただし米英日各国が建造した新世代戦艦との比較では、ひとまわり小型である。
さらに再軍備宣言後のドイツ海軍 (Kriegsmarine) が本級に対抗してシャルンホルスト級戦艦を建造する。ダンケルク級戦艦に衝撃をうけたイタリア王立海軍 (Regia Marina ) も、旧式戦艦の高速戦艦化をおこなうと共にリットリオ級戦艦を建造する。仮想敵国の新型戦艦の前にダンケルク級（26,500トン級）は優位を失い、フランス海軍も35,000トン級新型戦艦（リシュリュー級戦艦）の建造を承認した。 

## 艦形について

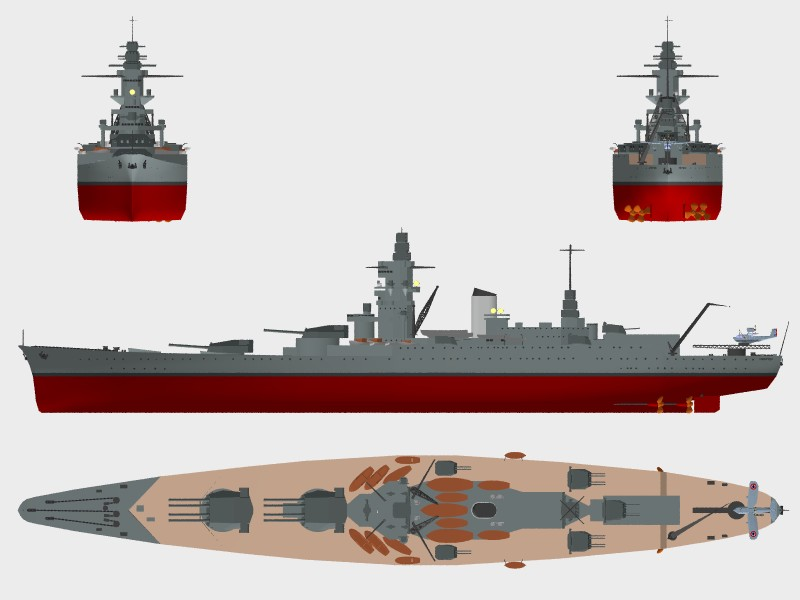
ダンケルク級戦艦の設計

本級は艦橋前部に主砲塔を集中配置したという点で、イギリスの「ネルソン級」を模倣したとされる。
ただしフランスとしては、自国の未成艦のノルマンディー級戦艦やリヨン級戦艦を元にした独自の工夫である。実際、ネルソン級の前部集中配置は、艦橋への影響が甚大で三番砲塔を後方に発砲できないという問題を引き起こしたが、本級ではそのような問題は起きていない。
船体形状は中央楼型船体でクリッパー型艦首の乾舷は高く、外洋での凌波性能は良好であった。軽くシア（甲板の傾斜）の付いた艦首甲板から本級より新設計の「1931年型 33 cm（52口径）砲」を「四連装砲塔」に納め、1・2番四連装主砲塔を砲塔同士の間隔をあけて背負い式に2基配置した。2番主砲塔の基部から1段高くなって上部構造物が始まり、その上に司令塔を組み込んだ操舵艦橋の背後には二段の戦闘艦橋が上に伸び、戦闘艦橋の中段の四隅は探照灯台となっており4基が配置され、側面部には対空射撃管制装置が片舷2基ずつ計4基配置された。戦闘艦橋の上の頂部には、10.5 m主砲用測距儀が1基、その上に6 m副砲用測距儀が2基載る。これらは独立して別方向に旋回できる。
以下、射撃管制に関係する機器などについて述べる。
射撃指揮装置の配置はダンケルクが司令塔上に、ストラスブールは主砲測距儀の前方に配置された。

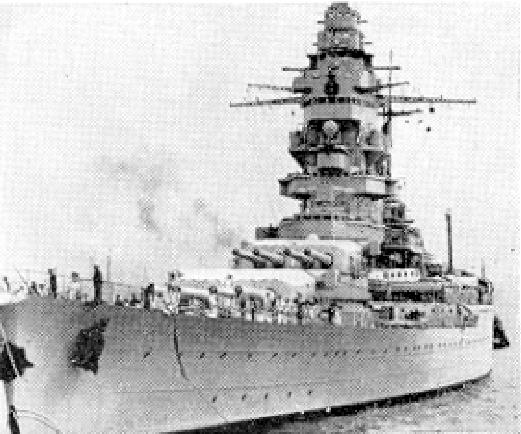
艦首方向から見たダンケルク

測距儀を囲むように台形の見張り台があり、四隅には四対の信号ヤードが伸びている。戦闘艦橋の前側と側面部の壁面には黒い円形の「レンジ・クロック」と呼ばれる装置が装着されている。これは測距儀で敵艦を捕捉した時に射撃方位盤から割り出される敵艦の「進行方位」と「射距離」を艦内の砲塔要員に知らせる艦内レンジ・クロックに同期し、艦隊を組んで砲撃戦を行う際に僚艦に「進行方位」と「射距離」を長針と短針の向きで知らせる艦外レンジクロックである｡
艦橋周辺の上部甲板は主砲からの爆風を比較的受けにくいために艦載艇置き場となっており、塔型艦橋の基部に片舷1基ずつ付いたデリックにより運用された。水面上の艦載艇は艦橋の側面まで吊り上げられ、左右の甲板上に斜めに延びたレールに載せられて舷側甲板上に並べられるか、艦橋と煙突の間の艦載艇置き場に並べられた。

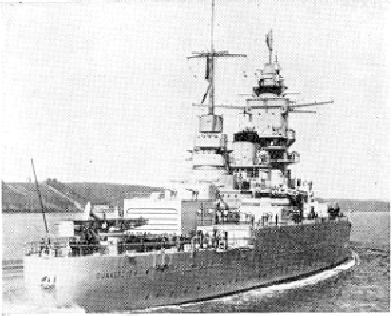
艦尾方向から見たダンケルク。特徴的な水上機運用施設と、それを守るかのように配置された後部四連装副砲塔が確認できる

本級の煙突はファンネルキャップのついた直立型で、その背後から後檣までが甲板一段分高められている。後檣は一見、艦橋同様に三段の測距儀を載せているように見えるが、下段の2基は主砲・副砲共用の6 m測距儀だが最上部は円形の装甲司令塔で旋回はしない。司令塔の上にシンプルな十字型のマストが後檣として立つ。
副砲は「1932年型 13 cm（45口径）両用砲」を採用した。舷側甲板上のものは連装砲塔形式で、後部甲板上のものは後檣背後と真横には四連装砲塔形式で後向きに1基ずつとなっていた｡舷側部と後部甲板部で砲塔の形式が違うのは、舷側砲も四連装砲塔にすると大型になり、狭いボート甲板をスペース的に圧迫するほか、主砲の斉射時に強力な四連装砲の衝撃波を受けて破損する恐れがあったために小型化したのである。
後部副砲塔から艦尾部にかけては水上機を運用するスペースとなっており、大型の格納庫と回転式カタパルトが一直線に並び、揚収用クレーンは左舷側の甲板上に1基が設置され、砲戦時に副砲の射界を狭めないように折り畳み式となっていた。（これらの施設は副砲射撃時の射界を制限する為に本級の発展型のリシュリュー級では改善された）

## 主砲について

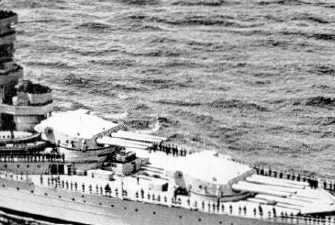
ダンケルクの主砲

主砲は前級「プロヴァンス級」に採用された「1912年型 34 cm（45口径）砲」ではなく、「1931年型 33 cm（52口径）砲」を採用した。これは既存の34cm砲では有効射程が足らず、また薬室も狭いために当時フランス海軍で研究されていた強装薬での「近距離での貫通力増大と砲戦距離の延伸化」に有効でないためであった。また、33cmという口径は「ドイッチュラント級」の28 cm（52口径）砲に対し、砲弾口径にして「2インチ（約50 mm）上の火力の優位性で充分」との判断からであった。その代わり砲身長はこれまでの45口径から7口径伸ばされた52口径という長砲身により、射程の延伸に一役買っている。
これを「ノルマンディー級」（未成）で採用された「四連装砲塔」に納めた。船体中央部に前向きに4連装砲を1基ずつ、砲塔間の間隔をあけて2基8門を配置した。間隔をあけた目的は、被弾時に両砲塔が同時に被害を受けにくくする工夫であった。この主砲塔の間隔は無駄にせず予備機械室のスペースに充てられた。
砲塔の主動力は電動で、本級の主砲塔は幅の狭い連装砲の砲架を耐火隔壁を挟むように左右に1基ずつ計2基を配置する構造を持っていた。各砲は独立した砲架に載せられており、異なる仰角を取ることが出来た。砲身の揚弾・揚装薬機構は水平方式を採用しており、砲弾は弾薬庫から、装薬は装薬庫から、共に水平状態に寝かされて揚弾機でバーベット内を上昇し、砲塔下部の換装室に送られる機構である。これは揚弾中に衝撃を受けた時の自爆が構造的に起こり難い利点があった。弾火薬庫と換装室の間の楊弾機は、四門の主砲に円滑に弾薬を供給するためか連続式のコンベアとなっており、防炎扉は設置されているものの万が一換装室内の弾薬に引火した場合は、コンベアに並んだ弾薬に次々に引火し、弾火薬庫まで一気に被害が及ぶ危険性があった。旋回角度は船体首尾線方向を0度として1番砲塔が左右143度、2番砲塔が左右150度の旋回角度を持つ、主砲身の俯仰・砲塔の旋回・砲弾の揚弾・装填は主に電力で行われ、補助に人力を必要とした。発射速度は仰角により毎分1.5~2発である。
その性能は、13インチ砲弾としては重量級に属する重量560kgの徹甲弾を最大仰角35度で40,600 mもの大射程まで届かせる能力を得ており、威力では射程27,500mで舷側装甲292mmを、射程23,000mで舷側装甲340mmを容易く貫通する性能を持っていた。
| 射距離   | 仰角  | 落角  | 存速(m/s) | 対垂直甲鈑 | 対水平甲鈑 |
| -------- | ----- | ----- | --------- | ---------- | ---------- |
| 10,000 m | 4.3°  | 5.2°  | 689       | -          | -          |
| 15,000 m | 7.2°  | 9.1°  | 611       | -          | -          |
| 20,000 m | 10.2° | 14.2° | 535       | 402mm      | 74mm       |
| 23,000 m | -     | -     | -         | 342mm      | 105mm      |
| 25,000 m | 14.8° | 21.3° | 492       | -          | -          |
| 27,500 m | -     | -     | -         | 292mm      | 110mm      |
| 30,000 m | 19.6° | 28.8° | 466       | -          | -          |
| 35,000 m | 25.4° | 36.8° | 461       | -          | -          |

### 両用砲、その他の備砲について
副砲には後に駆逐艦「ル・アルディ級」にも採用された「1932年型13 cm（45口径）砲」を採用した。その性能は重量32.1kgの砲弾を仰角45度で射程20,800mまで、最大仰角75度で最大射高12,000mまで届かせることが出来た。対水上・対空両方共に使える両用砲である。これは砲身を仰角75度から俯角5度まで自在に上下でき、どの角度でも装填が出来た。発射速度は毎分10～12発である。これを完全な砲塔形式に納め、前述の通り甲板スペースの問題により16門中4門を連装砲塔2基に納め、船体中央部第二甲板に両舷1基ずつ、残り12門を4連装砲塔3基に納め、船体後部に後ろ向きに3基を配置した。
この配置により艦首方向へは4門、左右方向には10門、艦尾方向には最大12門が指向できた。装填角度は俯角0度から仰角30度の自由角度装填方式である。旋回角度は左右150度の旋回角度を持っていた。砲身の俯仰・砲塔の旋回・砲弾の揚弾・装填は主に電力で行われ、補助に人力を必要とした。本砲は対艦用途では戦艦の副砲としては火力が十分でなく、対空用途に関しては高速で接近してくる航空機（急降下爆撃機など）に対しては発射速度が不足していると見なされた。このため次のリシュリュー級では平射砲と高角砲の組み合わせに戻されている。
他に、両用砲の射界をカバーする為にオチキス社製の「1933年型 37 mm（50口径）機関砲」を採用した。その性能は重量0.725kgの砲弾を最大仰角45度で7,175mまで、最大仰角80度で最大射高5,000mまで届かせることが出来るこの砲を連装砲架で10基を装備した。砲架の俯仰能力は仰角80度・俯角10度である、旋回角度は360度旋回できたが、実際は上部構造物により射界に制限があった。砲身の俯仰・砲塔の旋回・砲弾の揚弾・装填は主に電力で補助に人力を必要とした。発射速度は毎分32～42発である。さらに近接防空火器として同じくオチキス社製「1929年型 13.2 mm（50口径）機銃」を4連装砲架で8基32丁装備した。

## 艦体

「ダンケルク」の装甲配置を示したイラスト。姉妹艦とは一部の装甲厚が異なるので注意

艦首はクリッパー・バウを採用しており、2番主砲塔から水上機格納庫中部までが1段高い中央船首楼型を採用しているが、これは波の荒い北大西洋での作戦航海を考慮した為である。本級の防御様式は船体中央部の要所に優先的に装甲を配置する集中防御形式を採用していた。
「ダンケルク」は1番主砲塔から後部副砲塔までの舷側水線部の広範囲に、末端部に125mm～最大で240mmもの装甲を内側に12～21度傾斜して貼るインナー・アーマー様式を採用していた。また、水平防御は主甲板部には115mmから140mm装甲が張られ、舷側装甲に最上端に接続された事により船内の広範囲を防御できる効率の良い防御様式であった。最上甲板とは別に、旧来の艦にあった断片防御甲板は舷側装甲に接する傾斜部分に40ｍｍ装甲を、水平部分には40mmから最大で50mmの装甲が貼られた。対水雷防御として舷側壁面の内側にはバルジを設けるインナー・バルジ様式を採用して船体抵抗を減じていた。水雷防御隔壁は4枚で隔壁は6層構造となり、外側の隔壁は艦底部の二重底と接続されていたが、機関区のみ新たに18mm～30mmの装甲が二重底に食わせられて三重底となって手堅い水雷防御が与えられていた。主砲塔は排水量から比較して強固で前盾は360mm、側面部には250mm、後部に345mm、天井部には150mmが貼られた。主砲塔のバーベットは最大で310mm装甲が貼られた。司令塔は267mm装甲が貼られた。
2番艦の「ストラスブール」は排水量が増加したために全体的に重防御となり、舷側水線部には中央部に283ｍｍ、末端部に125ｍｍ装甲が内側に傾斜して貼られた。主甲板部には115mmから140mm装甲が張られ、その下に断片防御として40mm装甲が貼られた。主砲塔は前盾は330mm、側面部には250mm、後部に355mm、天井部には160mmが貼られた。

## 機関配置
本級の機関はインドル式重油専焼水管缶6基とラテュ式ギヤード・タービン4基4軸を組み合わせて最大出力133,730馬力を発揮し、公試時に最大速力31.5ノットを発揮したが内外には最大出力は130,000馬力で最大速力30ノットと発表された。燃料消費量から計算された航続性能は常備3,600トンで15ノットで7,500海里を、満載6,500トンで17ノットで17,500海里を航行できた。
機関配置はシフト配置を採用した。構成は艦橋真下が第一缶室にあたり、インドル式重油専焼缶2基を配置した。艦橋と煙突の間が第一機関室で外側2軸を推進するパーソンズ式タービン2基がある。煙突直下が第二缶室で2基、隔壁を隔て第三缶室があり、後檣の直下に第二機関室があり内側軸用主機がある。間隔のあいたボイラー室から煙突へは甲板下で集合した煙路により強制的に排気させられた。
前述の主砲塔の間のスペースは補機室で、ディーゼル発電機3基があり、主機関室のタービン発電機を補う。総発電量5,000 kWは当時として大電量であった｡

## その他
1941年、「ストラスブール」に、艦橋上部の信号マスト上に柵状の対空レーダーを搭載した。1942年6月から7月にかけての実験中に高度1,500 mで80 km、対水上で10 kmの探知距離を得た。アンテナは固定式で右舷前方と左舷後方のものが送信用で各180度のセクターをカバーし、左舷前方と右舷後方のものがその受信用である。
サディ・レーダーとして知られ、後に改良型が「リシュリュー」と「ジャン・バール」にも装備された。

## 艦歴

### 大戦前
| 艦名           | 造船所           | 起工日         | 進水日         | 竣工日        | 退役（喪失）   |
| -------------- | ---------------- | -------------- | -------------- | ------------- | -------------- |
| ダンケルク     | ブレスト海軍工廠 | 1932年12月24日 | 1935年10月2日  | 1937年5月1日  | 1942年11月27日 |
| ストラスブール | ペノエとACL      | 1934年11月25日 | 1936年12月12日 | 1939年4月24日 | 1942年11月27日 |

1929年2月5日、ヴァイマル共和政下のドイツは1万トンの軍艦「ドイッチュラント」を起工した。この新型装甲艦は「ポケット戦艦」や、「魔の戦艦」という渾名で呼ばれ、1931年3月には海軍予算に2番艦の計画も盛り込まれた。
ロンドン海軍軍縮会議で、重巡洋艦（A級巡洋艦、備砲6.1インチ以上8インチ以下、基準排水量1万トン）という艦種を定義したばかりの列強各国に、ポケット戦艦は衝撃を与えた。
フランスもドイツ海軍の新型装甲巡洋艦（ポケット戦艦、プロイセン代艦）に衝撃を受け、建艦政策を変更した。
1931年にフランス議会に提出された海軍建造案によれば、2万3千トン級の巡洋戦艦として報道された。
1931年7月、フランス上院議会は「ポケット戦艦を凌駕する主力艦」建造のため1931～32年の建艦費支出案を可決した。デュモン海軍大臣は、物資賠償の一環としてドイツにポケット戦艦2隻の引渡しを求める旨の意見を述べたほどである。
1932年10月下旬、レーク海軍大臣は「ダンケルク」の建造開始を命じた。
1937年5月20日、ダンケルクがジョージ6世戴冠記念観艦式に参加した。スペイン内戦では、同艦が地中海に派遣されている。ストラスブール就役後、ダンケルク級戦艦はイギリスを訪問したり、訓練や、演習をおこなった。

### 第二次世界大戦

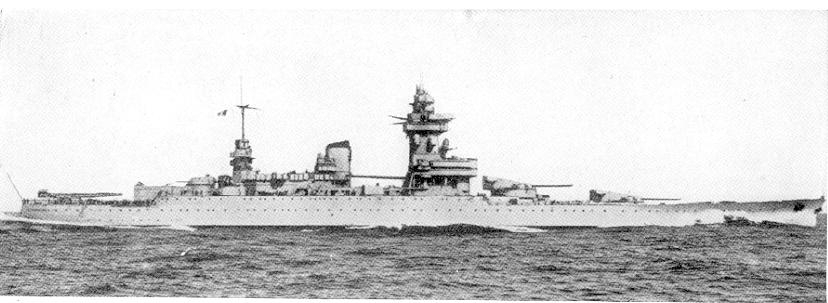
1942年頃に撮影された「ストラスブール」。2番主砲塔と中央部副砲塔に三色の塗装が見られる。これは、「青・白・赤」のフランス国旗を指しており、ドイツ艦との誤認を防ぐための識別塗装。この時期のフランス軍艦に施されていた

第二次大戦初頭では襲撃部隊に所属し、大西洋の戦いに従事した。ドイツ装甲艦の追撃作戦や、哨戒任務、英仏共同の輸送船団護衛作戦に参加した。これらの工夫は無駄ではなかった事を証明している。しかし、1940年6月にフランスが降伏し休戦条約を結んでしまったためヴィシー・フランス政権の指揮下に入り、最小限の訓練しか出来ない状況におかれた。フランス海軍は万が一、ドイツが停戦条約を無視して陸軍により艦隊を接収する事ができないようにと艦隊の多数を植民地軍港に分散したままにしておいた。
1940年7月3日に北アフリカ仏領アルジェリアのメルス・エル・ケビール（オラン港）にて停泊中に、イギリス艦隊（H部隊）の攻撃を受ける（メルセルケビール海戦）。巡洋戦艦フッド等の砲撃により「ダンケルク」は中破し、座礁した。同港にいた「ストラスブール」は軽い損傷を受けたが脱出に成功し、イギリス地中海艦隊の追撃を振り切ってトゥーロンに帰還し修理を受け戦線復帰した。
この連合国の浅慮な行為はドイツの手の届く所にフランス艦隊を置かせた事により、ドイツが接収の意思があれば実行できる結果に終わり、「ヴィシー政権はドイツ海軍にフランス軍艦を譲渡する」という憶測もあった。
その後、大きな作戦に参加することもなく「ストラスブール」はヴィシー・フランス海軍の公海艦隊 (Forces de haute mer) 旗艦として僚艦と共に沿岸区域で訓練と演習を行っていた。「ダンケルク」も浮揚されたあとトゥーロンへ移動し、同地で修理を受けた。
1942年11月、ドイツ軍がアントン作戦を発動してフランス全土の占領を開始、トゥーロンでも独仏休戦協定を無視し接収を仕掛けて来たため、フランス艦隊の自沈処理がおこなわれた。乾ドックにて修理中であった「ダンケルク」と、港湾に停泊していた「ストラスブール」は、両艦ともに自沈してしまった。
その後、損傷の軽い「ストラスブール」だけはイタリア軍によって浮揚され、フランスに返還されたが、復旧を恐れる連合国はアメリカ空軍の爆撃機B-25による爆撃隊を指し向けた。この攻撃により再度沈没した。後日、連合軍はドラグーン作戦で南フランスに上陸し、トゥーロンを占領した。両艦とも砲身を切断され、上部構造物が破壊されるなど、残骸になっていた。第二次世界大戦終結後、2隻とも解体された。